# پال شیمون
پال شیمون (مجاری: Simon Pál; ۳۱ december ۱۸۹۱ – ۱۵ ژانویه ۱۹۵۶ (۶۴ ساله)) ورزشکار دو و میدانی اهل مجارستان بود.
وی در مسابقات کشوری و بین‌المللی در مجموع برندهٔ ۱ مدال برنز شده‌است.